# Pynelopi Cimprichová
Pynelopi Cimprichová (* 27. září 1958 Ostrava) je česká podnikatelka, lékárnice, farmaceutka, ekonomka a politička řeckého původu, v letech 2021 až 2022 první místopředsedkyně a od roku 2022 předsedkyně hnutí Švýcarská demokracie, v letech 2020 až 2021 předsedkyně hnutí Jednotní.

## Život
Narodila se v roce 1958. Vystudovala obor farmacie na Univerzitě Komenského v Bratislavě. Později studovala také na Fakultě podnikového hospodářství Vysoké školy ekonomické. V roce 2021 pracovala jako jednatelka soukromé společnosti na dokumentaci a administrativu léčiv, zdravotnických prostředků a doplňků stravy. K témuž roku působila jako 1. místopředsedkyně hnutí Švýcarská demokracie, jehož se později stala předsedkyní.

### Politické působení
V senátních volbách v roce 2018 kandidovala za hnutí Svoboda a přímá demokracie v senátním obvodu č. 71 – Ostrava-město, ale se ziskem 1 920 hlasů (tj. 7,71 %) skončila na 6. místě a mandát senátorky tak nezískala. O dva roky později v senátních volbách v roce 2020 kandidovala už za politické hnutí Jednotní v senátním obvodu č. 72 – Ostrava-město, ale se ziskem 564 hlasů (tj. 1,84 %) skončila na 11. místě a mandát tak opět nezískala. Ve sněmovních volbách v roce 2021 kandidovala jako lídryně kandidátní listiny Švýcarská demokracie v Praze, ale nebyla zvolena, neboť uskupení nezískalo v Poslanecké sněmovně žádný mandát. V komunálních volbách v roce 2022 neúspěšně kandidovala do zastupitelstva Ostravy.
V roce 2022 jí byla jako vůbec první ženě uděleno ocenění Zelená perla udělovaná organizací Děti Země, Cimprichové byl udělen za antiekologický výrok roku.
V evropských volbách v roce 2024 kandidovala na 2. místě kandidátní listiny zvané Referendum o vstupu ČR do EU v roce 2003 bylo zmanipulováno státem placenou kampaní za 200 mil. Kč, která občanům sdělila pouze výhody členství, nevýhody byly zamlčeny – i přesto z celkem 8,3 mil. voličů pouze 3,5 mil. hlasovalo pro vstup (4,8 mil. voličů bylo proti nebo nehlasovalo). Švýcaři se stali jedním z nejbohatších národů světa a členy EU nejsou. Vztahy s EU řeší prostřednictvím Evropského sdružení volného obchodu a bilaterálních smluv. Vydáme se stejnou cestou, ale nebyla zvolena. V krajských volbách v roce 2024 kandidovala na druhém místě kandidátní listiny Švýcarské demokracie v Moravskoslezském kraji, ale uskupení žádný mandát nezískalo a Cimprichová tak nebyla zvolena. V souběžných senátních volbách v roce 2024 kandidovala v senátním obvodu č. 17 – Praha 12. Se ziskem 371 hlasů (tj. 1,27 %) skončila na posledním šestém místě a mandát senátorky se jí tak rovněž získat nepodařilo.
Ve sněmovních volbách v roce 2025 je lídryní kandidátní listiny Švýcarské demokracie v Praze.